# Peperomia curticaulis
Peperomia curticaulis är en pepparväxtart som beskrevs av William Trelease. Peperomia curticaulis ingår i släktet peperomior, och familjen pepparväxter. Inga underarter finns listade i Catalogue of Life.